# Grossalmerode
Grossalmerode es un municipio situado en el distrito de Werra-Meißner, en el estado federado de Hesse (Alemania). Su población estimada a finales de 2016 era de 6445 habitantes.
Se encuentra ubicado al noreste del estado, cerca de las fronteras con los estados de Baja Sajonia y Turingia, y de la orilla del río Werra, uno de los cabeceras del río Weser.

## Geografía

### Ubicación
A 21 km al este de Kassel, en el Parque Natural de Meißner-Kaufunger Wald, a orillas del río Gelster, se encuentra esta pequeña ciudad, con derecho de ciudad desde 1775. Aquí se encuentra también el municipio de Laudenbach, en la cordillera de Kaufunger Wald, entre el Steinberg o Bilstein, al noroeste, y el Hirschberg, al suroeste. No muy lejos, al sureste, se encuentra la montaña más alta del noreste de Hesse, el Hoher Meißner.

### Municipios vecinos
Witzenhausen, Hessisch Lichtenau, Helsa, Bad Sooden-Allendorf y Berkatal.

### Municipios constituyentes
Los Ortsteile de Großalmerode son Weißenbach, Trubenhausen, Uengsterode, Rommerode, Laudenbach y Epterode. También se encuentran dentro de los límites de la ciudad Bransrode, Gut Giesenhagen y Faulbach, aunque no son centros periféricos, sino oficialmente partes de la ciudad principal.